# Gadžimurad Rašidov
Gadžimurad Gazigandovič Rašidov (in russo Гаджимурад Газигандович Рашидов?; Gubden, 30 ottobre 1995) è un lottatore russo, originario del Daghestan, specializzato nella lotta libera. Ha rappresentato il ROC ai Giochi olimpici estivi di Tokyo 2020, vincendo la medaglia di bronzo nel torneo dei 65 kg.

## Palmarès
- Giochi olimpici

Tokyo 2020: bronzo nei 65 kg.
- Mondiali

Parigi 2017: argento nei 61 kg.
Budapest 2018: argento nei 61 kg.
Nur-Sultan 2019: oro nei 65 kg.
- Europei

Riga 2016: oro nei 57 kg.
Kaspijsk 2018: oro nei 61 kg.
- Giochi mondiali militari

Wuhan 2019: oro nei 65 kg.
- Coppa del Mondo

Los Angeles 2016: argento nei 57 kg.
Jakutsk 2019: oro nei 65 kg.